# 43882 Маурівіколі
43882 Маурівіколі (43882 Maurivicoli) — астероїд головного поясу, відкритий 7 березня 1995 року.
Тіссеранів параметр щодо Юпітера — 3,498.